# Xã Wayne, Quận Noble, Indiana
Xã Wayne (tiếng Anh: Wayne Township) là một xã thuộc quận Noble, tiểu bang Indiana, Hoa Kỳ. Năm 2010, dân số của xã này là 10.260 người.